# Saal van Zwanenberg

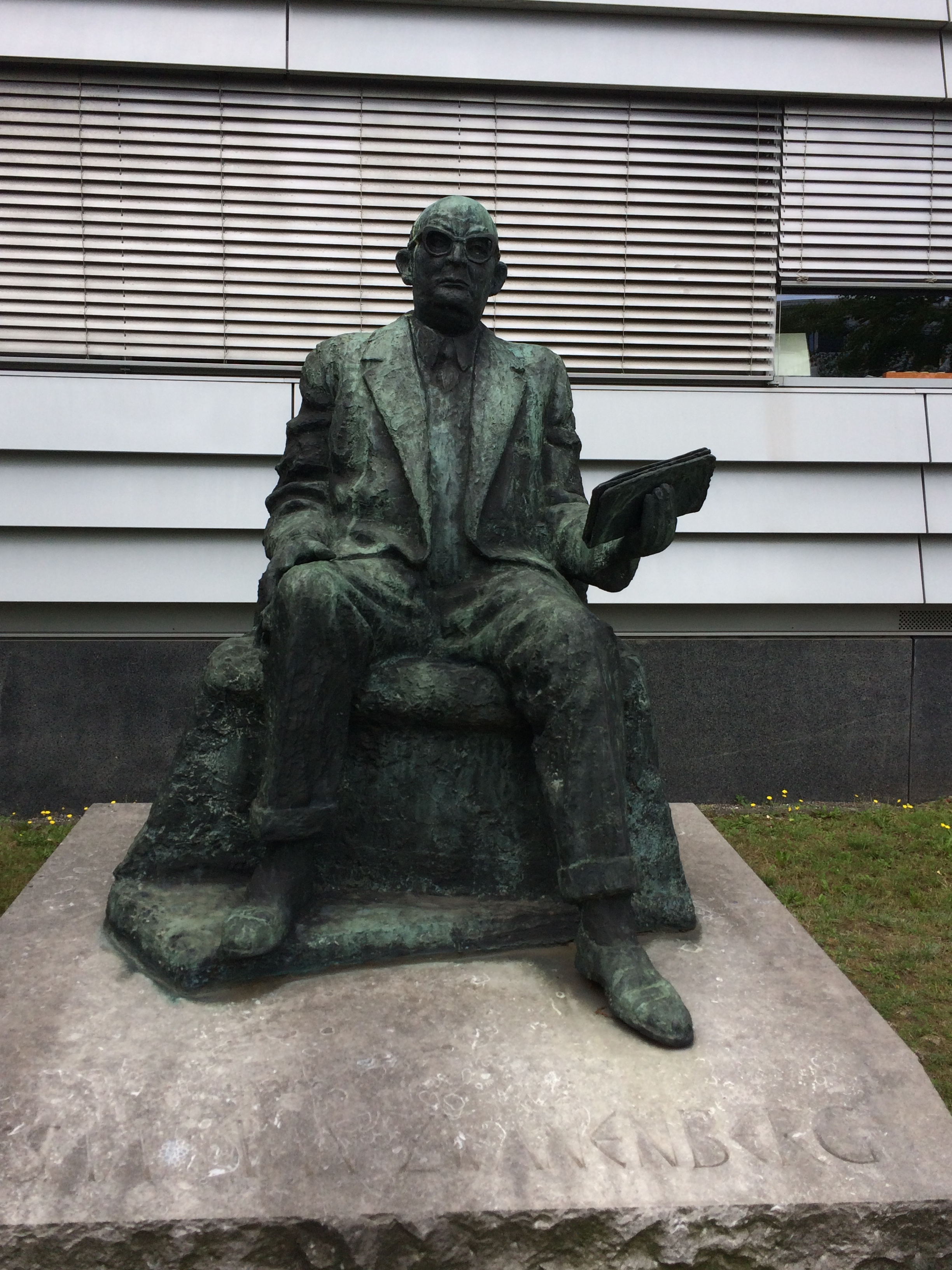
Standbeeld Saal van Zwanenberg

Salomon (Saal) van Zwanenberg (Oss, 21 april 1889 - Apeldoorn, 12 maart 1974) was een Nederlands industrieel en initiatiefnemer tot de oprichting van het Organonconcern.
Saal van Zwanenberg was de zoon van Arnold van Zwanenberg en Catharina Levison. Hij trouwde op 16 april 1912 te 's-Gravenhage met Nettie van Gelder.
In 1906 trad hij in dienst van de N.V. Zwanenberg's Slachterijen en Fabrieken, toen een grote exportslachterij. In 1920 werd hij algemeen directeur van dit bedrijf. Hij gaf in 1920 aan Jacques van Oss, die adviseur warenkennis was, de opdracht gebruiksmogelijkheden te onderzoeken voor slachtafval als klieren en organen. Dit leidde tot contact met de hoogleraar farmacologie Ernst Laqueur. Dit drietal richtte in 1923 het bedrijf Organon op, nadat men in staat was gebleken insuline uit alvleesklieren te produceren. Het leidde tot de ontplooiing van een farmaceutisch concern.

## Politiek
Van Zwanenberg kreeg tijdens de Eerste Wereldoorlog met de politiek te maken omdat hij toen overleg met de minister moest voeren aangaande de distributie van vleesproducten. Tijdens de crisis in de jaren 30 van de 20e eeuw werd hij voorzitter van de Nederlandse Varkenscentrale (NVC), een overheidsorganisatie die de varkenshouderij moest ondersteunen. Dit leidde tot verdenkingen aangaande belangenverstrengeling, waarop hij in 1934 moest aftreden. Hij bleef echter in adviesorganen voor de regering zitting nemen. De toenmalige opkomst van extreemrechts leidde tot antisemitische uitspattingen aan het adres van hem en zijn familie. Van Zwanenberg was joods. Bij het uitbreken van de Tweede Wereldoorlog dook hij met zijn gezin onder en week later, met behulp van valse Uruguayaanse diplomatieke paspoorten, via Zwitserland, Spanje en Portugal naar Engeland uit. In Londen werd hij lid van de Raad van Advies van de Nederlandse regering in ballingschap. Zijn bedrijf werd door de nazi's geconfisqueerd en vele Joodse personeelsleden raakten in ernstige moeilijkheden of kwamen om in vernietigingskampen.

## Naoorlogse jaren
Van Zwanenberg kwam na de Tweede Wereldoorlog terug naar Nederland en nam de leiding van het bedrijf weer op zich. Erkenning volgde door de verlening van het predicaat Koninklijke aan het bedrijf in 1953, dat voortaan Koninklijke Zwanenberg Organon zou heten. In 1954 werd aan Van Zwanenberg het ereburgerschap van Oss toegekend, terwijl hem in 1955 een eredoctoraat in de geneeskunde werd toegekend door de Rijksuniversiteit Utrecht.
In 1963 legde hij het voorzitterschap van de Raad van Bestuur neer. Koninklijke Zwanenberg Organon fuseerde in 1967 met Koninklijke Zout Ketjen tot Koninklijke Zout Organon, dat twee jaar nadien met de AKU het Akzoconcern vormde. In 1970 werd Zwanenberg verkocht aan Unilever en in 1996 aan de familie Van der Laan uit Almelo; Organon is sinds 2007 in Amerikaanse handen.